# Эффект Холдейна
Эффект Холдейна — свойство гемоглобина, впервые описанное Джоном Скоттом Холдейном. Оксигенация крови в легких вытесняет углекислый газ из гемоглобина, что увеличивает удаление углекислого газа. Это свойство является эффектом Холдейна. Следовательно, насыщенная кислородом кровь имеет пониженное сродство к углекислому газу. Таким образом, эффект Холдейна описывает способность гемоглобина переносить повышенное количество углекислого газа (CO2) в состоянии, не содержащем кислород, в отличие от состояния, насыщенного кислородом. Высокая концентрация CO2 способствует диссоциации оксигемоглобина.

## Обмен
Остатки гистидина в гемоглобине могут принимать и действовать как буферы. Дезоксигенированный гемоглобин является лучшим акцептором протонов, чем оксигенированная форма.

В эритроцитах фермент карбоангидраза катализирует превращение растворенного диоксида углерода в углекислоту, которая быстро диссоциирует на бикарбонат и свободный протон:
CO2 + H2O → H2CO3 → H+ + HCO3−
По принципу Ле-Шателье, все, что стабилизирует полученный протон, вызовет смещение реакции вправо, таким образом, повышенное сродство дезоксигемоглобина к протонам усиливает синтез бикарбоната и, соответственно, увеличивает способность деоксигенированной крови к диоксиду углерода. Большая часть углекислого газа в крови находится в форме бикарбоната. Только очень небольшое количество фактически растворяется в виде диоксида углерода, а оставшееся количество диоксида углерода связано с гемоглобином.
В дополнение к усилению удаления диоксида углерода из тканей, потребляющих кислород, эффект Холдейна способствует диссоциации диоксида углерода от гемоглобина в присутствии кислорода. В богатых кислородом капиллярах легкого, это свойство вызывает смещение углекислого газа в плазму, когда кровь с низким содержанием кислорода проникает в альвеолу и жизненно важна для альвеолярного газообмена.

Общее уравнение для эффекта Холдейна:
H+ + HbO2 ⇌ H+Hb + O2;
Однако это уравнение сбивает с толку, поскольку оно отражает в первую очередь эффект Бора. Значение этого уравнения заключается в понимании того, что оксигенация Hb способствует диссоциации H+ от Hb, что сдвигает равновесие бикарбонатного буфера в сторону образования CO2; поэтому CO2 выделяется из эритроцитов.

## Клиническое значение
У пациентов с легочными заболеваниями легкие могут быть неспособны увеличить альвеолярную вентиляцию при повышенном количестве растворенного CO2.
Это частично объясняет наблюдение, что у некоторых пациентов с эмфиземой может наблюдаться увеличение PaCO2 (парциальное давление артериального растворенного углекислого газа) после введения дополнительного кислорода, даже если содержание CO2 остается равным.